# Sillago argentifasciata
 Sillago argentifasciata és una espècie de peix de la família Sillaginidae i de l'ordre dels cipriniformes que es troba a Palawan (Filipines).